# Senait Ghebrehiwet Mehari
Senait Ghebrehiwet Mehari (* offiziell 3. Dezember 1976, Geburtsdatum unsicher, nach anderen Angaben 1974 in Asmara, Äthiopien, heute Eritrea) ist eine Autorin und Sängerin.

## Leben

### In Eritrea
Ihr Geburtstag ist offiziell der 3. Dezember, ihr Geburtsjahr liegt wahrscheinlich zwischen 1974 und 1976 (in Hamburg wurde sie während ihres Aufenthaltes in einem Jugendwohnheim mit dem Geburtsjahr 1973 geführt). Ihr Vater war Eritreer, ihre Mutter Äthiopierin.
Senait Mehari wurde von ihrer Mutter ausgesetzt, nach ihren eigenen Angaben im Buch wurde sie in einem Koffer auf einem Schrank abgelegt. Nach ihrer Rettung kam sie in das staatliche Kinderheim Orfan in Asmara. Zwei Jahre später wurde sie in ein anderes von Daniele Comboni gegründetes Heim gebracht, ein Kloster italienischer Ordensschwestern. Nachdem sie ein paar Jahre dort verbracht hatte, wurde sie von ihren Großeltern aufgenommen.
Später holte ihr Vater sie zu sich und verprügelte sie regelmäßig, sodass sie fast gestorben wäre. Im Alter von sechs Jahren brachte er sie zusammen mit ihren beiden älteren Halbschwestern Tzegehena und Yaldiyan, zur Eritreischen Befreiungsfront (ELF), der ihr Vater früher angehört hatte. Dort wurde sie eigenen Aussagen zufolge als Kindersoldatin ausgebildet und sollte auch an die Front.

### In Deutschland
Zwei Jahre später befreite ihr Onkel Haile die drei Mädchen und holte sie zu sich in den Sudan, wo sie die nächsten vier Jahre verbrachten. Meharis Vater war inzwischen nach Deutschland emigriert. Er bat die Mädchen, auch nach Deutschland zu kommen. Die Geschwister lebten zusammen mit ihm in einer Hamburger Wohnung, bis Mehari vor den Gewalttätigkeiten des Vaters in ein Jugendwohnheim (Aufenthalt dort von 1992 bis 1994) floh.

### Sängerin
In dieser Zeit fing sie an, Lieder in Tigrinya, Englisch und Deutsch zu schreiben. Sie sang als Background-Sängerin in Bands und wurde für die Girlie-Gruppe Corniche engagiert.
Seit 1999 ist sie Solokünstlerin und steht bei Polydor unter Vertrag. Mit Leben und Aura wurden zwei Singles veröffentlicht. 2003 nahm sie als Senait an der deutschen Vorentscheidung zum Eurovision Song Contest teil. Mit Herz aus Eis belegte sie den vierten Platz. Im November 2005 erschien ihr erstes Album Mein Weg, das nicht den erhofften Erfolg brachte.
Im Jahr 2006 wirkte sie als Sängerin bei dem Projekt „Begegnungen – Eine Allianz für Kinder“ von Peter Maffay mit.

### Autorin
Im Jahr 2004 veröffentlichte sie ihre Biografie Feuerherz, in der sie ihre Kindheit in Afrika verarbeitet. Im Mai 2006 erschien das Buch Wüstenlied, welches die Suche nach ihren Wurzeln auf einer vorübergehenden Rückkehr nach Eritrea beschreibt.

## Kontroverse
Der Wissenschaftler Günter Schröder bezweifelt, dass es überhaupt Kindersoldaten in der von Mehari beschriebenen Art während der 80er Jahre in Eritrea gegeben hat. Schröder listet in einer wissenschaftlichen Expertise zahlreiche Fehler aus Feuerherz auf:

„Ob die in dem Buch dargestellte ‚Lebensgeschichte‘ Senaits in der Tat wahr ist oder bestenfalls nur eine extrem gebrochene und verzerrte Wiedergabe der Realität durch das Prisma der verzerrten Wahrnehmung und Erinnerung eines recht jungen Mädchens, schlimmstenfalls weithin reine Erfindung der Autoren des Buches, kann hingegen nicht durch die Definition bestimmt werden. Der Wahrheitsgehalt dieser ‚Lebensgeschichte‘ kann nur durch die Rekonstruktion von Senaits Realbiographie, […] verifiziert werden.“

2010 sagte Schröder dem Internetportal evangelisch.de:

„Ich bin mir sicher, dass Senait Mehari die in ihrem Buch beschriebenen Ereignisse so nicht erlebt haben kann.“

Anfang 2007 entstand nach der Veröffentlichung von Recherchen des NDR-Magazins Zapp und des freien Redakteurs Peter Disch in verschiedenen Medien eine Kontroverse über den Wahrheitsgehalt von Senait Meharis Buch Feuerherz. Unter anderem äußern mehrere ehemalige Mitschüler, das von Senait Mehari beschriebene Camp sei in Wirklichkeit eine Schule gewesen. Schüler und Lehrer hätten weder am Kampf teilgenommen, noch hätten sie Waffen getragen. In der Schule der ELF sei weder militärischer Zwang auf die Kinder ausgeübt worden, noch seien Gegenleistungen von den Kindern erwartet worden. Kinder „wurden die ganze Zeit über gut behütet, […] hatten immer zu essen und mit Waffen nichts zu tun“, es sei ihnen im Gegensatz zu Meharis Darstellung wesentlich besser ergangen als der großen Mehrheit des eritreischen Volks.
Mit den Recherchen konfrontiert, relativiert Mehari im Interview mit Zapp ihre Rolle als „Kindersoldatin“. Nach der Ausstrahlung der Sendung wiederholt sie jedoch in einem Interview mit der Berliner Zeitung ihre Behauptung einer Vergangenheit als Kindersoldatin.
Mehari und die mit ihr zusammen arbeitenden Hilfsorganisationen berufen sich dabei auf die Definitionen des Begriffs Kindersoldat, wie er in den „Cape-Town Principles“ von 1997 und dem Zusatzprotokoll der UN-Kinderrechtskonvention zum Schutz von Kindern in bewaffneten Konflikten (2002) formuliert ist. Demnach waren „alle Lager der ELF militärischer Natur“.
Im Rahmen der sich anschließenden öffentlichen Debatte weisen andere Medien, wie die Berliner Zeitung, darauf hin, dass die Kinderhilfsorganisation UNICEF einen Kindersoldaten wie folgt definiert: „Kindersoldaten sind alle Minderjährigen, die Teil einer militärischen Struktur sind.“ Demnach sei es Interpretationssache, inwiefern Kinder, die in von Paramilitärs betriebenen „Schulen“ unterrichtet werden, dadurch selbst „Teil einer militärischen Struktur“ würden.
Ein Strafverfahren wegen des Vorwurfs, eine frühere Mitschülerin in dem oben genannten Interview mit der Berliner Zeitung ohne Beweise und rufschädigend als brutale Kommandantin dargestellt zu haben, die sogar Kinder hinrichten ließ, wurde im Januar 2008 gegen Zahlung von 1000 Euro an eine gemeinnützige Kindereinrichtung eingestellt. Die Klage der Mitschülerin gegen den Verlag Droemer Knaur wurde im April außergerichtlich mit einem Widerruf und einer finanziellen Entschädigung beigelegt. Am 15. Oktober 2010 gab das Landgericht Hamburg der Klage der Mitschülerin und des Schulleiters statt. Senait Mehari darf nicht mehr behaupten, die Klägerin sei eine brutale Kommandantin eines Ausbildungslagers für Kindersoldaten gewesen. Außerdem wurde ihr jegliche Behauptung verboten, in der Schule seien Kinder militärisch ausgebildet worden.

## Diskografie

### Alben
- 2005 – Mein Weg
- 2006 – Begegnungen – Eine Allianz für Kinder (Peter Maffay)

### Singles
- 2001 – Leben
- 2003 – Herz aus Eis
- 2005 – Aura